# Morten Veland
Morten Veland (nacido el 4 de diciembre de 1977, en Stavanger, Noruega), es un músico y multi-instrumentista noruego. Es considerado uno de los mejores compositores salidos del género gótico hasta el momento.

## Carrera musical

### Inicios
En 1992, Veland entró en la escena de la música cuando tenía sólo 15 años de edad. Su primera banda se llamó Uzi Suicide. Se les describió como una fusión de rock y metal.
Sin embargo, su interés creció más en la escena gótica del Reino Unido. Inspiró sus composiciones en una más oscura y sombría sensación musical.

### Tristania (1995-2001)
En 1995, fue cofundador de la banda gótica Tristania, junto al teclista Einar Moen y el baterista Kenneth Olsson, dos amigos de universidad de su natal Stavanger.
A sus 19 años firmó su primer contrato discográfico, con Napalm Records. Veland lanzó en total 2 álbumes y un par de EP con esta banda. Tristania se convirtió en uno de los principales actos del género gótico a finales de los 90s. Ellos giraron por todo el continente americano y también en Europa. La banda se presentó en algunos de los mayores festivales europeos de música, en lo que fue su época de mayor popularidad.
Mientras permaneció en Tristania, fue el principal escritor, compositor y guitarrista, así como el responsable de las voces guturales, hasta que se fue de la agrupación después de los primeros dos álbumes de larga duración debido a las diferencias sociales y musicales.
De carácter fuerte, estricto y exigente, se marchó de la banda a inicios de 2001, en medio de serias diferencias musicales y de convivencia con el resto de los miembros.

### Sirenia y Mortemia (2001-presente)

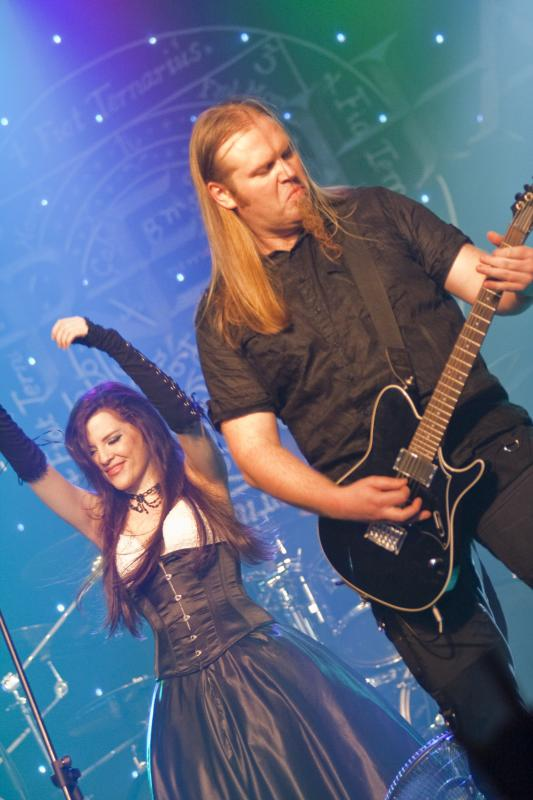
Ailyn y Morten Veland en concierto con Sirenia en marzo de 2010

Después de Tristania, en 2001 formó su propia banda Sirenia, en compañía de su amigo y guitarrista Kristian Gundersen, de una temática muy similar, en la cual Veland decide y realiza prácticamente todo; incluso, interpreta todos los instrumentos en el estudio, así como las voces guturales.
El resto de la banda (muy inconsistente a través de los años) se utiliza básicamente en sus actuaciones en directo, fotografías publicitarias o vídeos musicales, como si fuera un cuarteto.
En 2009 se da a conocer el nombre de un nuevo proyecto de Veland, Mortemia, en el que trabajará, sin dejar de lado el cada vez más alejado de sus inicios Sirenia, siguiendo una línea al estilo de sus trabajos en álbumes como Beyond the Veil de Tristania, o At Sixes and Sevens de Sirenia.
En 2010 vio la luz el primer disco de Mortemia, de nombre Misere Mortem, de mano de la discográfica Napalm Records.

## Vida personal
Veland es propietario del estudio de grabación Audio Avenue Studios en la aldea de Tau (municipio de Strand) y muy cercana a Stavanger, Noruega, lugar donde produjo sus últimos álbumes.

## Discografía

### ConTristania
- Tristania (EP,1997)
- Widow's Weeds (1998)
- Beyond The Veil (1999)
- Midwintertears/Angina (EP,2001)

### ConSirenia
- At Sixes And Sevens (2002)
- An Elixir For Existence (2004)
- Sirenian Shores (EP, 2004)
- My Mind's Eye (sencillo, 2007)
- Nine Destinies and a Downfall (2007)
- The 13th Floor (2009)
- The Enigma Of Life (2011)
- Perils Of The Deep Blue (2013)
- The Seventh Life Path (2015)
- Dim Days of Dolor (2016)
- Arcane Astral Aeons (2018)
- Riddles, Ruins & Revelations (2021)

### ConMortemia
- Misere Mortem (2010)